# برايس هاجر
برايس هاجر (بالإنجليزية: Bryce Hager) هو لاعب كرة قدم أمريكية أمريكي، ولد في 4 مايو 1992 في أوستن في الولايات المتحدة.

## وصلات خارجية
- برايس هاجر على موقع مرجع كرة القدم المحترفة.كوم (الإنجليزية)